# بني حسين الاسفل (بني العوام)

تعديل مصدري - تعديل

بني حسين الاسفل هي إحدى قرى عزلة بني الذواد بمديرية بني العوام التابعة لمحافظة حجة، بلغ تعداد سكانها 183 نسمة حسب تعداد اليمن لعام 2004.